# (2112) Ulyanov
(2112) Ulyanov – planetoida z pasa głównego asteroid okrążająca Słońce w ciągu 3 lat i 141 dni w średniej odległości 2,25 au. Została odkryta 13 lipca 1972 roku Krymskim Obserwatorium Astrofizycznym w Naucznym na Krymie przez Tamarę Smirnową. Nazwa planetoidy pochodzi od Aleksandra Uljanowa (1866-1887), starszego brata Włodzimierza Lenina. Przed nadaniem nazwy planetoida nosiła oznaczenie tymczasowe (2112) 1972 NP.